# Папушино
Папушино — деревня в Шекснинском районе Вологодской области.
Входит в состав сельского поселения Домшинского, с точки зрения административно-территориального деления — в Домшинский сельсовет.
Расстояние по автодороге до районного центра Шексны — 37 км, до центра муниципального образования Нестерово — 7 км. Ближайшие населённые пункты — Городское, Зыцово, Светилово.
По переписи 2002 года население — 15 человек.